# José María Berzosa
José Maria Berzosa (Albacete, 1928 - París, 2 de gener de 2018) és un director de cinema espanyol que va emigrar a França, on va desenvolupar la seva carrera artística.
Els seus documentals i les seves ficcions, càustiques i sovint poètiques, destil·len l'humor buñuelià i una erudició borgesiana. Rebutjant qualsevol idea d'objectivitat, subratlla explícitament la seva posada en escena, fins i tot quan filma “el real” i reivindica la subjectivitat creativa.
Per al documental Chili-Impressions, va aconseguir filmar el general Augusto Pinochet i els seus generals en la seva intimitat sense que sospitessin de la càrrega crítica que només descobririen quan la premsa va lloar la pel·lícula.

## Biografia
Després d'haver-se format en crítica de cinema a Espanya, després d'haver assistit a un cineclub i haver fet una mica de teatre a la Universitat, va exercir com a advocat a Albacete, però el 1956 va deixar el seu país per motius polítics “molt restrictius”. Juan Antonio Bardem el presenta a Georges Sadoul, qui li aconsella ingressar a l'Institut des hautes études cinématographiques, on va formar part de la 13a promoció amb Bernard Gesbert, Roman Polanski, James Blue, Annie Tresgot, Christian de Chalonge, Costa-Gavras). Va treballar com a ajudant de direcció de Jean Renoir a Le testament du Docteur Cordelier, després treballà com ajudant de Robert Valey, Jean-Marie Drot, Michel Mitrani, Michel Drach, André S. Labarthe, Stellio Lorenzi, Marcel Bluwal, alhora que exercia com a crític dels programes en castellà a l'ORTF.
El 1967 Daniel Costelle i Pierre-André Boutang li van confiar la producció de diversos temes sobre museus per al programa Le nouveau dimanche. Aquests curtmetratges mostren immediatament una forta impertinència, pretenent trencar un plat preciós al Museu de Ceràmica de Sèvres, o protagonitzant Michel Simon en una saborosa visita al Museu de la Policia, on es trenca la clau de les manilles posades a l'humorista es trenca. Va dirigir nombrosos documentals sobre pintors (Dubuffet, Picasso, Zurbarán, Matisse, el Greco, Daumier, Bacon, Alberto Giacometti, Antonio Saura, René Magritte, Fernand Léger…) i sobre escriptors (Miguel Ángel Asturias, Jorge Luis Borges, Rafael Alberti, Montaigne, Colette/Sido, Juan Carlos Onetti, Charles Fourier…).
Els seus documentals més coneguts són Chili-Impressions (l'original de 1977 dura 5 hores), De la sainteté (Quatre épîtres perplexes autour de la foi, de la crédulité et de la croyance (4 hores, 1985-86), L'élection d'une miss, Iconoclasme. Dirigeix quatre llargmetratges: Entre-temps, Passe-temps (amb Julio Cortázar i Danielle Obadia), Joseph et Marie i Mourir sage et vivre fou.
Inspirat en Espanya, va rodar ¡Arriba España! amb Enrique Tierno Galván, Ramón Chao i André Camp, Cinquante ans depuis la guerre civile i Le diable en Galicie amb Ramón Chao, Trois mythes espagnols amb André Camp, Dom Juan l'amour et la charité), Franco un fiancé de la mort...
Va donar classes a l'Escola de Cinema de Cuba, a l'Institut national de l'audiovisuel i a La Femís. El 1980 va recollir el Grand Prix de la SCAM (SGDL) i el Premi atorgat pel ministre de Cultura italià per la seva obra en general, així com el Premi LiberPress Cinema de Girona.

## Filmografia
- Jorge Luis Borges : Le passé qui ne menace pas[6] (amb André Camp, 1969)
- Jorge Luis Borges : Les journées et les nuits[7] (amb André Camp, 1969)
- ¡Arriba España![8] (amb Tierno Galván, Ramon Chaó i André Camp, Premi Especiald el Jurat al Festival de Bondy, 1975)
- Chili-Impressions: Les pompiers de Santiago / Voyage au bout de la droite / Au bonheur des généraux / Monsieur le Président (amb Chantal Baudis, Prix de la Critique Française, 1976)
- Les candidates de Saint-Amour (1977)
- Des choses vues et entendues ou rêvées en Bretagne à partir desquelles Dieu nous garde de généraliser (1978)
- Import Export (1979)
- Coupez les cheveux de quatre mouches entre midi et quatorze heures (Magritte/Maldoror) (1979)
- Joseph et Marie : les mots et les gestes (Minerva d'or, Premi Internacional de periodisme "Temps de vivre", 1979)
- Quatre adresses pour Viollet-le-Duc (1980)
- Eduardo Chillida (1981)
- Tomi Ungerer (1981)
- Haïti : Entre Dieu et le président / Les lois de l'hospitalité / Les enfants de Millbrook (1982)
- Entre-Temps (Prix FIPRESCI al Festival de Sant Sebatià, 1983)
- Où es-tu ? (Le diable en Galicie) (amb Ramón Chao, 1993)
- L'éducation, la souffrance, le plaisir[9] (Aléas, 1995)
- Le Château de Liechtenstein et le Paternoster de Prague (1995)
- Franco, un fiancé de la mort (1996)
- Rafael Alberti[10] (avec Denis F. Recatala, 1998)
- Pinochet et ses trois généraux[11] (2004)